# Anurophorus coiffaiti
Anurophorus coiffaiti är en urinsektsart som beskrevs av Cassagnau och Delamare Deboutteville 1955. Anurophorus coiffaiti ingår i släktet Anurophorus och familjen Isotomidae. Inga underarter finns listade i Catalogue of Life.